# Ольховский, Валерий Сергеевич
Вале́рий Серге́евич Ольховский (1952 год — 2002 год) — выдающийся российский учёный, археолог. Доктор исторических наук, заместитель главного редактора журнала «Российская археология», член-корреспондент Германского археологического института, заведующий отделом скифо-сарматской археологии Института археологии Российской академии наук. Инициатор создания историко-археологического альманаха Армавирского краеведческого музея.

## Биография
Валерий Сергеевич Ольховский несколько десятилетий занимался изучением скифских погребальных обрядов VII—III веков до н. э. В своей научной деятельности он занимался вопросами терминологии, структуры погребальных памятников и обрядности, эволюции элементов скифского погребального комплекса. Другим направлением изучения являлись погребальные памятники западной части Евразийского степного пояса. В 1991 году одной из своих работ учёный ввёл термин «погребально-поминальная обрядность», который в настоящее время является общепризнанным.
В 1994 году защитил докторскую диссертацию «Монументальная скульптура населения западной части евразийских степей эпохи раннего железа».
В 2002 году, вскоре после назначения на должность заведующего отделом скифо-сарматской археологии Института археологии Российской академии наук, скоропостижно скончался.
Был заместителем главного редактора журнала «Российская археология».

## Основные работы
- Ольховский В. С. Погребальные обряды населения степной Скифии (VII—V вв. до н. э.). — М.: МГУ, 1978.
- Ольховский В. С., Храпунов И. Н. Крымская Скифия. — Симферополь: Таврия, 1990. — 125 p. — 20 000 экз. — ISBN 5-7780-0173-8.
- Ольховский В. С. Погребально-поминальная обрядность населения степной Скифии (VII—III вв. до н. э.). — М.: Наука, 1991. — 253 p. — 1000 экз.
- Ольховский В. С., Евдокимов Г. Л. Скифские изваяния. — М., 1994. — 185 p. — 500 экз.
- Ольховский В. С. Монументальная скульптура населения западной части евразийских степей эпохи раннего железа / Отв. ред.: М. Г. Мошкова, Е. А. Попова; Рец.: М. А. Дэвлет, А. И. Мелюкова, В. Г. Петренко, В. П. Толстиков; Институт археологии РАН. — М.: Наука, 2005. — 304 с. — 550 экз. — ISBN 5-02-010271-7.